# Mirpur (Pakistan)
Mirpur (in urdu میرپور) è una città del Pakistan, situata nella provincia dell'Azad Kashmir.

## Cultura
È sede della omonima università.